# Basterna

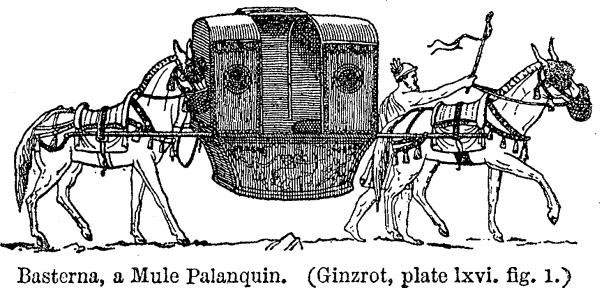
Basterna

Basterna – środek transportu lądowego, jedno- lub dwuosobowa kryta lektyka unoszona przez dwa muły lub konie (jeden z przodu, drugi z tyłu); znana od czasów starożytnych.